# Kipcorn

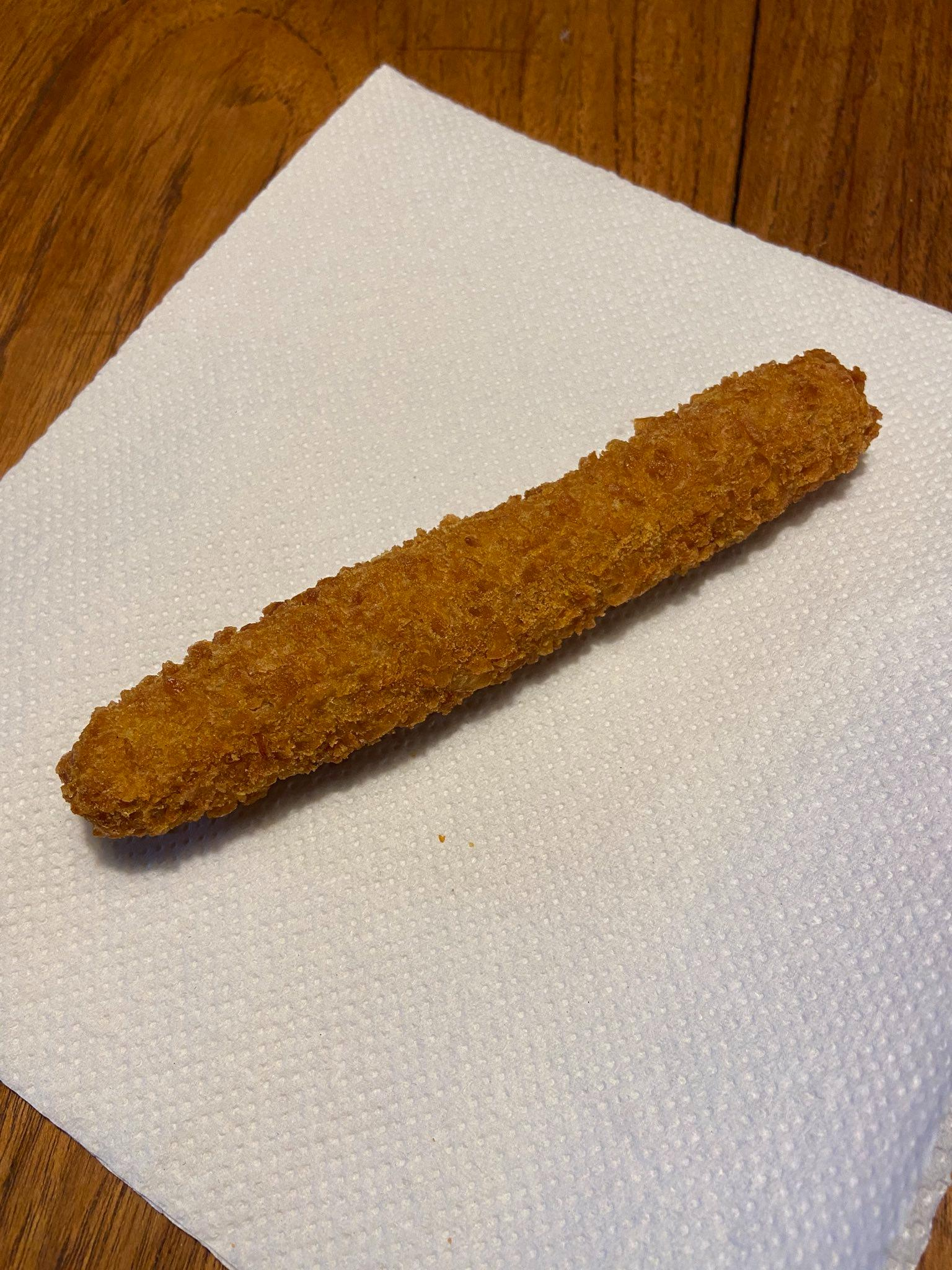
Kipcorn

Kipcorn  [kɪpkɔrn] ist ein Imbissgericht der niederländischen Küche. Neben Spezialitäten wie beispielsweise Frikandel und Saté zählen Kipcorns zum typischen Speiseplan in niederländischen Schnellrestaurants.
Das Kipcorn ist stabförmig und besteht aus geformtem Hühner- oder Putenfleisch, das anschließend mit einer Kruste aus Mais- oder Paniermehl paniert wird. Es wird frittiert und anschließend heiß verspeist. Zu dem klassischen Kipcorn „ohne alles“ bekommt man in der Regel Ketchup oder Mayonnaise als Sauce gereicht.